# Axe (canal de Bristol)
 (décembre 2016).
Si vous disposez d'ouvrages ou d'articles de référence ou si vous connaissez des sites web de qualité traitant du thème abordé ici, merci de compléter l'article en donnant les références utiles à sa vérifiabilité et en les liant à la section « Notes et références ».
Pour les articles homonymes, voir axe.
L'Axe est un fleuve du Sud-Ouest de l'Angleterre. Elle prend sa source au niveau des grottes de Wookey Hole dans les collines de Mendip dans le Somerset. Elle traverse une région calcaire dans une vallée en forme de V. L'eau atteint les grottes de Wookey Hole dans une série de canaux souterrains en raison de l'érosion du calcaire. L'embouchure du fleuve est à Weston Bay, sur le canal de Bristol.
Le fleuve était navigable depuis le Moyen Âge jusqu'en 1915, et était utilisé pour le commerce international.

## Géographie

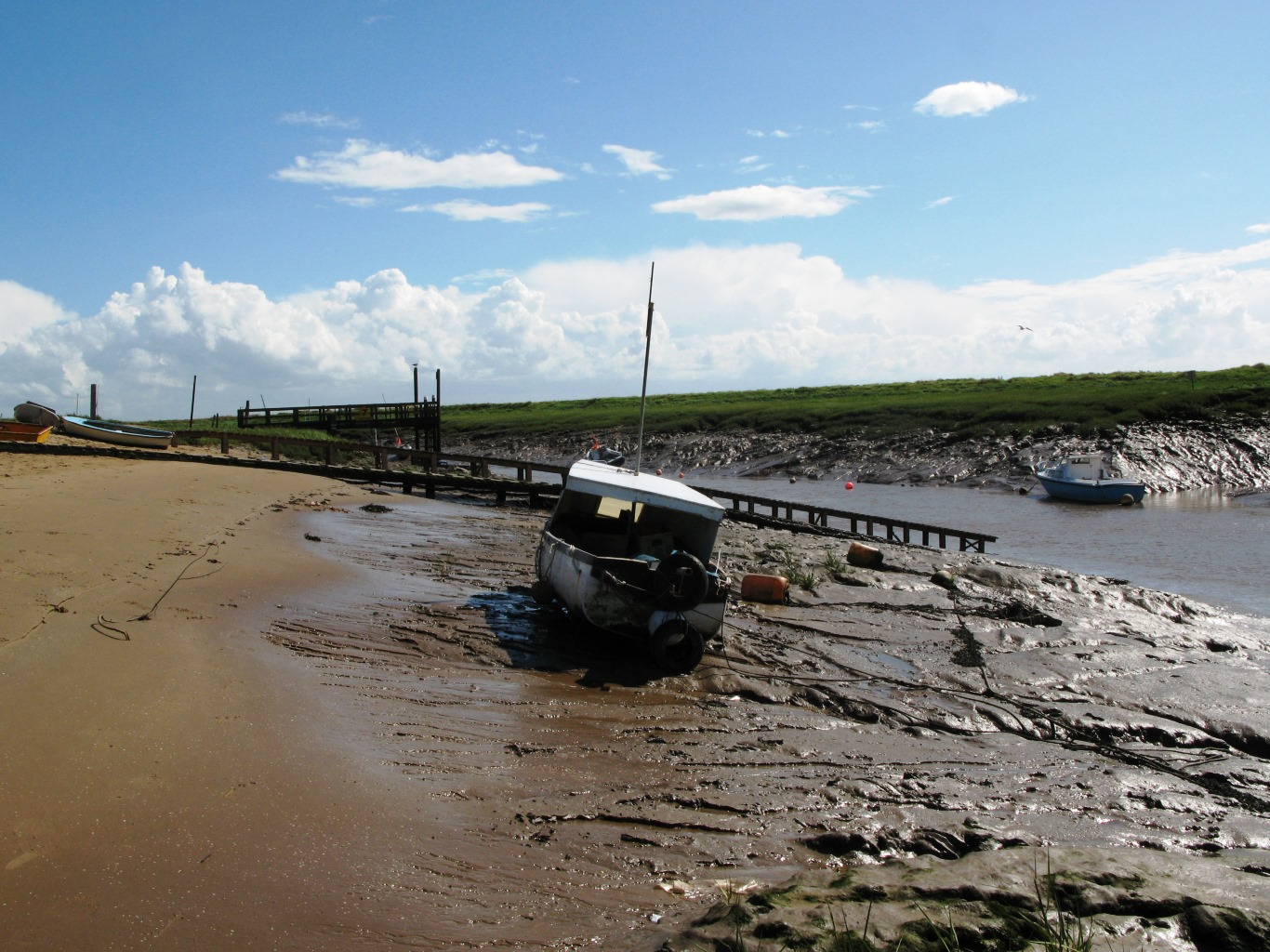
L'estuaire à Uphill

Depuis le village de Wookey Hole le fleuve traverse un ravin et puis oblique vers l'ouest à travers le village de Wookey. Au niveau de Wookey, la rivière se divise en deux canaux, le branche défluente Axe inférieure passe au sud du village en direction de l'ouest vers Henton, puis à Panborough Moor où elle rejoint une série de canaux de drainage et approvisionne en eau une zone humide de la région. L'Axe inférieure tourne ensuite vers le nord le long du bord le plus à l'ouest de Knowle Moor, tandis que la rivière Axe continue vers l'ouest. Les deux canaux se réunissent à nouveau à la frontière entre Knowle Moor et Panborough Moor.
L'Axe continue au nord-ouest passé Wedmore Moor par Oxmoor, Stoke Moor et Monk Moor. Le fleuve traverse le hameau de Lower Weare et le sud de Loxton. De ce point jusqu'à ce qu'elle passe entre Uphill Cliff et Brean Down, le fleuve forme la limite nord du comté. Il atteint ensuite la côte à Weston Bay.
Les principaux affluents de l'Axe sont trois rivières appelées la Cheddar Yeo, la Mark Yeo et la Lox Yeo.